# Кубок Німеччини з футболу 1939
Кубок Німеччини з футболу 1939 — 5-й розіграш кубкового футбольного турніру в Німеччині.
У фінальному етапі брали участь 64 команди (у зв'язку з анексією Австрії Третім Рейхом участь брали і австрійські клуби). Переможцем кубка Німеччини вдруге став Нюрнберг.

## 1/32 фіналу
| Команда 1                        | Рахунок | Команда 2                     |
| -------------------------------- | ------- | ----------------------------- |
| 20 серпня 1939                   |         |                               |
| Уніон-Обершеневайде (Берлін)     | 1:2     | Бляу-Вайс1890 (Берлін)        |
| Поліцай (Данциг)                 | 2:3     | Вікторія (Штолп)              |
| НСТГ Варнсдорф                   | 2:3     | Лейпциг-1900                  |
| СК Готтінген-05                  | 4:3     | СВ Єна                        |
| Ноймаєр (Нюрнберг)               | 7:3     | КСК-1903 (Кассель)            |
| Галле-96                         | 0:3     | Дрезднер                      |
| Тюрінген (Вайда)                 | 1:2     | Берлінер-1892                 |
| Клеттендорф-33                   | 3:0     | Мінерва-93 (Берлін)           |
| Кельн-1899                       | 9:0     | Ворматія (Вормс)              |
| Аймсбюттелер (Гамбург)           | 2:3     | Боруссія (Дортмунд)           |
| Швайнфурт-1905                   | 2:3 дч  | Ваккер (Відень)               |
| Канштат (Штутгарт)               | 1:1 дч  | Мюльбург (Карлсруе)           |
| Гамборн-07 (Дуйсбург)            | 1:3     | Гамбург                       |
| Блюменталер                      | 3:4 дч  | ОрПо (Гамбург)                |
| Мангайм                          | 2:3 дч  | Бергбау Вестенде (Дуйсбург)   |
| Кургессен (Кассель)              | 0:5     | Кельн-Шюльц                   |
| Фірст Вієнна                     | 2:3 дч  | Харта                         |
| Боруссія (Нойнкірхен)            | 4:1     | Бенрат-06 (Дюссельдорф)       |
| Зінген-04                        | 1:3     | Нюрнберг                      |
| Лейпциг-1899                     | 1:2     | Форвортс-Разеншпорт (Глайвіц) |
| Герта                            | 6:2     | Планіцер                      |
| Форвортс Більштедт (Гамбург)     | 1:3     | Фортуна (Дюссельдорф)         |
| Франкфурт                        | 5:3     | Мюльгаймер-06 (Кельн)         |
| Дессау-05                        | 1:2     | Боруссія (Берлін)             |
| Конкордія-05 (Райнсдорф)         | 5:3     | Вікторія (Гамбург)            |
| Адміра (Відень)                  | 0:1     | Вальдгоф                      |
| Боєль-06                         | 0:5     | Айнтрахт (Франкфурт-на-Майні) |
| Білефельд-03                     | 1:3     | Оснабрюк                      |
| Альзум (Дуйсбург)                | 0:13    | Шальке 04                     |
| Кобург                           | 1:6     | Рапід (Відень)                |
| 5 листопада 1939                 |         |                               |
| Фенікс-Алеманія (Карлсруе)       | 3:5     | Штутгартер Кікерс             |
| Мазовія (Елк)                    | -:-*    | МСВ вон дер Гольц (Тильзит)   |
| 12 листопада 1939 (перегравання) |         |                               |
| Мюльбург (Карлсруе)              | 2:0     | Канштат (Штутгарт)            |

* Матч не був зіграний через війну, обидві команди відмовились.

## 1/16 фіналу
| Команда 1                     | Рахунок | Команда 2                   |
| ----------------------------- | ------- | --------------------------- |
| 19 листопада 1939             |         |                             |
| Вікторія (Штолп)              | 1:3     | Бляу-Вайс1890 (Берлін)      |
| Лейпциг-1900                  | 3:1     | СК Готтінген-05             |
| Дрезднер                      | 1:2     | Ноймаєр (Нюрнберг)          |
| Берлінер-1892                 | 6:1     | Клеттендорф-33              |
| Боруссія (Дортмунд)           | 1:6     | Кельн-1899                  |
| Ваккер (Відень)               | 4:2     | Мюльбург (Карлсруе)         |
| Гамбург                       | 11:2    | ОрПо (Гамбург)              |
| Боруссія (Нойнкірхен)         | 1:2 дч  | Харта                       |
| Нюрнберг                      | 2:1     | Штутгартер Кікерс           |
| Форвортс-Разеншпорт (Глайвіц) | 5:2     | Герта                       |
| Боруссія (Берлін)             | 4:1     | Конкордія-05 (Райнсдорф)    |
| Айнтрахт (Франкфурт-на-Майні) | 0:1 дч  | Вальдгоф                    |
| Оснабрюк                      | 3:2     | Шальке 04                   |
| Фортуна (Дюссельдорф)         | 4:0     | Франкфурт                   |
| 3 грудня 1939                 |         |                             |
| Кельн-Шюльц                   | 1:2 дч  | Бергбау Вестенде (Дуйсбург) |

Команда Рапід (Відень) вийшла до третього раунду автоматично, згідно з жеребуванням.

## 1/8 фіналу
| Команда 1              | Рахунок | Команда 2                     |
| ---------------------- | ------- | ----------------------------- |
| 10 грудня 1939         |         |                               |
| Бляу-Вайс1890 (Берлін) | 9:2     | Лейпциг-1900                  |
| Ноймаєр (Нюрнберг)     | 2:1     | Берлінер-1892                 |
| Кельн-1899             | 1:3     | Ваккер (Відень)               |
| Гамбург                | 2:0     | Бергбау Вестенде (Дуйсбург)   |
| Харта                  | 0:1     | Нюрнберг                      |
| Рапід (Відень)         | 6:1     | Форвортс-Разеншпорт (Глайвіц) |
| Фортуна (Дюссельдорф)  | 8:1     | Боруссія (Берлін)             |
| Вальдгоф               | 4:0     | Оснабрюк                      |

## Чвертьфінали
| Команда 1              | Рахунок | Команда 2             |
| ---------------------- | ------- | --------------------- |
| 7 січня 1940           |         |                       |
| Бляу-Вайс1890 (Берлін) | 1:7     | Рапід (Відень)        |
| Вальдгоф               | 6:2     | Гамбург               |
| Нюрнберг               | 3:1     | Фортуна (Дюссельдорф) |
| Ваккер (Відень)        | 7:4     | Ноймаєр (Нюрнберг)    |

## Півфінали
| Команда 1                       | Рахунок | Команда 2       |
| ------------------------------- | ------- | --------------- |
| 31 березня 1940                 |         |                 |
| Рапід (Відень)                  | 0:1     | Нюрнберг        |
| Вальдгоф                        | 1:1     | Ваккер (Відень) |
| 7 квітня 1940 (перегравання 1)  |         |                 |
| Ваккер (Відень)                 | 2:2     | Вальдгоф        |
| 14 квітня 1940 (перегравання 2) |         |                 |
| Вальдгоф                        | 0:0*    | Ваккер (Відень) |

* Після другого перегравання переможця не було виявлено. Було проведене жеребкування, згідно з яким до фіналу вийшла команда Вальдгоф.

## Фінал
| 28 квітня 1940 |

| Нюрнберг          | 2:0      | Вальдгоф |
| ----------------- | -------- | -------- |
| Айбергер 46', 85' | Протокол |          |

| Олімпіаштадіон, Берлін Глядачів: 60 000 Арбітр: Карл Шульц |